# ویکی پرتز
ویکی پرتز (به انگلیسی: Vicky Peretz) مهاجم اهل اسرائیل است که از سال ۱۹۷۳ تا ۱۹۸۳ میلادی عضو تیم ملی فوتبال اسرائیل بوده و در ۴۰ بازی ملی حضور داشته است. ویکی پرتز توانسته در بازی‌های ملی، ۱۴ گل به ثمر برساند.